# خيري شلبي
خيري شلبي (31 يناير 1938 – 9 سبتمبر 2011) كاتب وروائي وكاتب قصص قصيرة مصري. ألف حوالي 70 كتابًا، من بينها عشرين رواية ودراسات نقدية وحكايات تاريخية ومسرحيات ومجموعات قصصية. يُنظر إلى خيري على نطاق واسع على أنه أفضل من وصف الشارع المصري من خلال رواياته.

## الجوائز
- حاصل على جائزة الدولة التشجيعية في الآداب عام 1980- 1981.
- حاصل على وسام العلوم والفنون من الطبقة الأولى 1980 – 1981.
- حاصل على جائزة أفضل رواية عربية عن رواية «وكالة عطية» 1993.
- حاصل على الجائزة الأولى لإتحاد الكتاب للتفوق عام 2002.
- حاصل على جائزة نجيب محفوظ من الجامعة الأمريكية بالقاهرة عن رواية وكالة عطية 2003.
- حاصل على جائزة أفضل كتاب عربي من معرض القاهرة للكتاب عن رواية صهاريج اللؤلؤ 2002.
- حاصل على جائزة الدولة التقديرية في الآداب 2005.
- رشحته مؤسسة «إمباسادورز» الكندية للحصول على جائزة نوبل للآداب.
- تولى رئاسة تحرير مجلة الشعر (وزارة الإعلام) لعدة سنوات.
- تولى حتى رحيله رئاسة تحرير سلسلة: مكتبة الدراسات الشعبية الصادرة عن الهيئة العامة لقصور الثقافة (وزارة الثقافة).

من أشهر رواياته: السنيورة، الأوباش، الشطار، الوتد، العراوي، فرعان من الصبار، موال البيات والنوم، ثلاثية الأمالي (أولنا ولد - وثانينا الكومي - وثالثنا الورق)، بغلة العرش، لحس العتب، منامات عم أحمد السماك، موت عباءة، بطن البقرة، صهاريج اللؤلؤ، نعناع الجناين، بالإضافة إلى:
| اسم الرواية    | ملخص                                                                     | سنة الإصدار |
| -------------- | ------------------------------------------------------------------------ | ----------- |
| صالح هيصة      | قصة شخصية مثيرة للجدل من عموم الشعب المصري لها آرائها الخاصة في الحياة   | 2000        |
| نسف الأدمغة    | عصابة تتاجر ببعض البقايا البشرية لكي تنتج أنواعاً أشد فتكاً من المخدرات    | 2004        |
| زهرة الخشخاش   | قصة شاب مصري من عائلة معروفة في منتصف الخمسينات                          | 2005        |
| وكالة عطية     | وكالة عبارة عن مبنى قديم يؤوي متشردين لكل منهم قصته الخاصة وعالمه الغريب | 2007        |
| صحراء المماليك | صحفي يسكن في منطقة جديدة وعلاقاته بشخص غير مرغوب فيه                     | 2008        |
| اسطاسية        | قصة عائلة فاسدة والعلاقات المتوترة بين المسلمين والأقباط                 | 2010        |

من مجموعاته القصصية: صاحب السعادة اللص، المنحنى الخطر، سارق الفرح، أسباب للكي بالنار، الدساس، أشياء تخصنا، قداس الشيخ رضوان، وغيرها.
من مسرحياته: صياد اللولي، غنائية سوناتا الأول، المخربشين.
من مؤلفاته ودراساته: محاكمة طه حسين: تحقيق في قرار النيابة في كتاب الشعر الجاهلي، أعيان مصر (وجوه مصرية)، غذاء الملكات (دراسات نقدية)، مراهنات الصبا (وجوة مصرية)، لطائف اللطائف (دراسة في سيرة الإمام الشعراني)، أبو حيان التوحيدي (بورتيره لشخصيته)، دراسات في المسرح العربي، عمالقة ظرفاء، فلاح في بلاد الفرنجة (رحلة روائية)، رحلات الطرشجي الحلوجي، مسرح الأزمة (نجيب سرور) وغير ذلك.
رائد الفانتازيا التاريخية في الرواية العربية المعاصرة، وتعد روايته (رحلات الطرشجي الحلوجي) عملا فريدا في بابها، وقد ترجمها إلى الإنجليزية المترجم الأمريكي مايكل كوبرسون.
كان من أوائل من كتبوا ما يسمى الآن بالواقعية السحرية، ففي أدبه الروائي تتشخص المادة وتتحول إلى كائنات حية تعيش وتخضع لتغيرات وتؤثر وتتأثر، وتتحدث الأطيار والأشجار والحيوانات والحشرات وكل ما يدب على الأرض، حيث يصل الواقع إلى مستوى الأسطورة، وتنزل الأسطورة إلى مستوى الواقع، ولكن القارئ يصدق ما يقرأ ويتفاعل معه. على سبيل المثال روايته (السنيورة) وروايته (بغلة العرش) حيث يصل الواقع إلى تخوم الأسطورة، وتصل الأسطورة في الثانية إلى التحقق الواقعي الصرف، أما روايته (الشطار) فإنها غير مسبوقة وغير ملحوقة لسبب بسيط وهو أن الرواية من أولها إلى آخرها (خمسمائة صفحة) يرويها كلب، كلب يتعرف القارئ على شخصيته ويعايشه ويتابع رحلته الدرامية بشغف.

## في السبعينيات
في فترة السبعينيات من القرن الماضي كان خيري شلبي باحثا مسرحيا، اكتشف من خلال البحث الدؤوب أكثر من مائتي مسرحية مطبوعة في القرن التاسع عشر وأواسط القرن العشرين، بعضها تم تمثيله على المسرح بفرق شهيرة وقد نشرت أسماء الفرق والممثلين، وبعضها الآخر يدخل في أدب المسرح العصيّ على التنفيذ، وقد أدهشه أن هذه المسرحيات المكتشفة لم يرد لها ذكر في جميع الدراسات التاريخية والنقدية التي عنيت بالتاريخ للمسرح المصري، ومعظمها غير مدرج في (ريبروتوار) الفرقة التي مثلتها، وبعضها الآخر انقرضت الجوقات التي مثلتها. وقام الباحث بتحقيق هذه المسرحيات في حديث بإذاعة البرنامج الثاني (البرنامج الثقافي حاليا) تحت عنوان (مسرحيات ساقطة القيد) ضمن برنامج كبير كان يقدمه الروائي بهاء طاهر. والجدير بالذكر أن الباحث وضع خطة (حاليا) لتجميع هذه الأحاديث (وهي دراسات بكل معنى الكلمة) في كتاب كبير يحفظ لهذه الأعمال ريادتها.
الجدير بالذكر كذلك أن الباحث اكتشف ضمن هذه المجموعة من النصوص نصا مسرحيا من تأليف الزعيم الوطني مصطفى كامل بعنوان: (فتح الأندلس) وقام بتحقيقه ونشره في كتاب مستقل بنفس العنوان صدر عن هيئة الكتاب في سبعينيات القرن الماضي.
اكتشف أيضا مسرحية من تأليف العلاَّمة الشيخ أمين الخولي، وكان هذا شيئا مثيرا جدا، والمسرحية بعنوان: (الراهب) كتبها أمين الخولي لجوقة عكاشة، وكان يحضر جلسات التدريبات كل يوم وهو أحد قضاة مصر آنذاك ولكنه كان يحجب اسمه ووضع بدلاً منه بقلم كاتب متنكر، إلا أن حيلته كانت مكشوفة لأن الخبر قد نشر أيامها. واستطاع الباحث تحقيق النص ونسبته إلى أمين الخولي، كما اكتشف صلة الشيخ بفن المسرح، ومحاولاته المتكررة في التأليف. وقد نشرت المسرحية في مجلة الأدب التي كان يصدرها الشيخ أمين، ونشرت الدراسة في أكثر من دورية ثقافية.
خيري شلبي هو مكتشف قرار النيابة في كتاب الشعر الجاهلي إذ عثر عليه في إحدى مكتبات درب الجماميز المتخصصة في الكتب القديمة، ولم يكن كتابا بل كراسة محدودة الورق متهرئة ولكنها واضحة وعليها توقيع النائب العام محمد نور الذي حقق مع طه حسين في القضية. وكان المعروف إعلاميا أن طه حسين قد استتيب لتنتهي القضية، وبظهور هذا القرار النيابي اتضحت القضية واتضح أن النائب العام حفظ القضية لعدم كفاية الأدلة، وكانت أسئلة النائب العام وردود طه حسين عليها شيئا ممتعا وعظيما، كما أن المستوى الثقافي للنائب العام كان رفيعا، كل ذلك حفز الكاتب لتحقيق هذا القرار من الزاوية القانونية وإعادة رصد وقائع القضية وردود أفعالها اجتماعيا وأكاديميا وسياسيا وأدبيا ثم نتج عن ذلك واحد من أهم كتب خيري شلبي وهو: كتاب (محاكمة طه حسين) الذي طبع أكثر من مرة في الهلال وفي الدراسات والنشر ببيروت ودار المستقبل بالقاهرة وكانت أولى الطبعات عام 1969.
يعد خيري شلبي من رواد النقد الإذاعي، ففي فترة من حياته أثناء عمله كاتبا بمجلة الإذاعة والتليفزيون تخصص في النقد الإذاعي بوجهيه المسموع والمرئي. وكان إسهامه مهما لأنه التزم الأسلوب العلمي في التحليل والنقد بعيدا عن القفشات الصحفية والدردشة، فكان يكتب عن البرنامج الإذاعي كما يكتب عن الكتاب والفيلم السينمائي والديوان الشعري.
ٌابتدع في الصحافة المصرية لونا من الكتابة الأدبية كان موجودا من قبل في الصحافة العالمية ولكنه أحياه وقدّم فيه إسهاما كبيرا اشتهر به بين القراء، وهو فن البورتريه، حيث يرسم القلم صورة دقيقة لوجه من الوجوه تترسم ملامحه الخارجية والداخلية، إضافة إلى التكريس الفني للنموذج المراد إبرازه، وقدّم في فن البورتريه مائتين وخمسين شخصية من نجوم مصر في جميع المجالات الأدبية والفنية والسياسية والعلمية والرياضية، على امتداد ثلاثة أجيال، من جيل طه حسين إلى جيل الخمسينيات إلى جيل الستينيات.
وقد صدر من هذه الشخصيات ثلاثة كتب هي:
- أعيان مصر، عن الدار المصرية اللبنانية.
- صحبة العشاق، عن الهيئة العامة للكتاب.
- فرسان الضحك، عن دار التحرير للطبع والنشر.

كتب النقد والدراسات الأدبية، ومن كتبه في هذا الصدد:
- (غذاء الملكة) هيئة قصور الثقافة.
- (لطائف اللطائف) دراسة في سيرة الشعراني - دار العروبة.
- (أبو حيان التوحيدي) دار العروبة.
- (مؤرخو مصر الإسلامية) دار المستقبل.

عمل أستاذا زائرا بمعهد الفنون المسرحية لتدريس تاريخ المسرح المصري المعاصر.
قدمت أعماله للسينما في:
- فيلم الشطار مع المخرج نادر جلال عن رواية بنفس العنوان.
- فيلم سارق الفرح مع المخرج داود عبد السيد عن قصة قصيرة.
- رواية وكالة عطية تناولها الممثل المصري حسين فهمي كعمل تليفزيوني في مسلسل يحمل نفس الاسم وتم عرضه في رمضان 2009 ولم يحقق نجاحاً كبيراً

في التليفزيون:
- مسلسل (الوتد) من إخراج أحمد النحاس.
- مسلسل (الكومي) عن ثلاثية الأمالي ومن إخراج محمد راضي.

وقد كتب المؤلف السيناريو والحوار لكل من المسلسلين.
ترجمت معظم رواياته إلى الروسية والصينية والإنجليزية والفرنسية والأوردية والعبرية والإيطالية، وخصوصا رواياته: الأوباش، الوتد، فرعان من الصبار، بطن البقرة، وكالة عطية، صالح هيصة.
قدمت عنه عدة رسائل للماجستير والدكتوراه في جامعات القاهرة وطنطا والرياض وأكسفورد وإحدى الجامعات الألمانية.
توفي فجر يوم 2011/9/9 عن عمر يناهز 73 عاماً
http://gate.ahram.org.eg/News/113571.aspx

## اقتباسات من كتبه
- «حياتنا كلّها فنادق رخيصة وحقائب سفر وغرف مبقعة الفرش بعرق الآخرين وبقاياهم» من كتاب موال البيات والنوم
- «و طالما أن جميع القائمين على الشغل في بلادنا يمدون الأيدي حتى وإن لم يخرجوها من جيوبهم فإن ما تسمونه القانون والضمير والعدل مجرد كلام في كلام يا بوي» من كتاب أولنا ولد.

## وصلات خارجية
- خيري شلبي على موقع الدهليز
- خيري شلبي على موقع قاعدة بيانات الأفلام العربية
- خيري شلبي على موقع أرشيف الشارخ.
- صفحة خيري شلبي على موقع أبجد
- قراءة في رواية «صالح هيصة»